# Echinopsis adolfofriedrichii
Echinopsis adolphofriedrichii  es una especie de cactus del género Echinopsis. Es endémica del Departamento de Paraguarí en Paraguay aunque extremadamente rara de encontrar en estado silvestre.

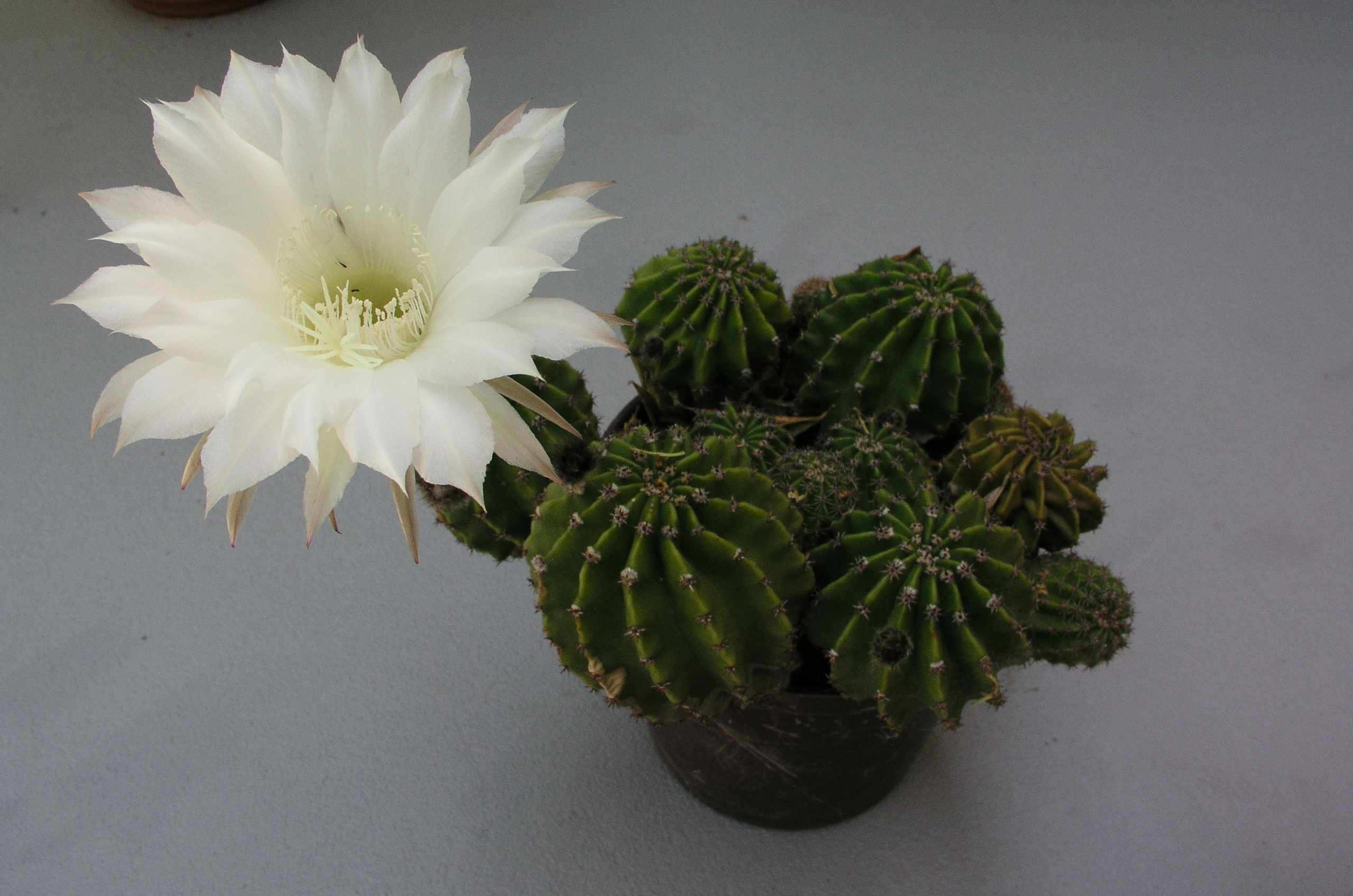
Vista de la flor

## Descripción
Cactus de cuerpo globular de color verde claro a medio. Posee 12 a 13 costillas, areolas con 6 a 7 fuertes espinas radiales y una central. Las grandes flores de color blanco poseen un largo tubo floral característico de este género.

## Taxonomía
Echinopsis adolfofriedrichii fue descrita por  Günther Moser y publicado en National Cactus and Succulent Journal 37: 39. 1982.
Etimología
Ver: Echinopsis
adolfofriedrichii epíteto otorgado en honor del fotógrafo austriaco y colector de cactus Adolfo María Friedrich (1897-1987), que emigró a Brasil en 1925 y se instaló en Paraguay en 1930.